# Мамиз
Мамиз (алб. Mamëz) село је у округу Кукес, на сјевероистоку Албаније. Дио је Тедрине у области Љума.
Иван Јастребов је записао да је село у његово вријеме познато једино по томе што је у њему Мехмед Кукли-бег направио караван-сарај за путнике.